# Буркина Фасо на Светском првенству у атлетици на отвореном 2015.
Буркина Фасо су на Светском првенству у атлетици на отвореном 2015. одржаном у Пекингу од 22. до 30. августа учествовала петнаести пут, односно учествовала су на свим светским првенствима одржаним до данас. Репрезентацију Буркине Фасо представљало је двоје атлетичара који су се такмичили у две дисциплине,
На овом првенству Буркина Фасо није освојила ниједну медаљу, нити је постигнут неки рекорд.

## Учесници
| Дисциплина | Спортисти       | Спортисти   |
| Дисциплина | Мушкарци        | Жене        |
| ---------- | --------------- | ----------- |
| Троскок    | Иг Фабрис Занго | -           |
| Седмобој   | —               | Марта Коала |

## Резултати

### Мушкарци
| Атлетичар       | Дисциплина | Лични рекорд | Квалификације | Квалификације | Финале               | Финале               | Детаљи |
| Атлетичар       | Дисциплина | Лични рекорд | Резултат      | Место         | Резултат             | Место                | Детаљи |
| --------------- | ---------- | ------------ | ------------- | ------------- | -------------------- | -------------------- | ------ |
| Иг Фабрис Занго | троскок    | 16,76        | Без пласмана  | Без пласмана  | Није се квалификовао | Није се квалификовао |        |

### Жене

#### седмобој
| Дисциплина    | Марте Коала | Марте Коала | Марте Коала | Марте Коала | Марте Коала | Марте Коала |
| Дисциплина    | Лич. рек.   | Резултат    | Бод.        | Плас.       | Укупно      | Плас.       |
| ------------- | ----------- | ----------- | ----------- | ----------- | ----------- | ----------- |
| 100 м препоне | 13,27       | НЗ          |             |             |             |             |
| Скок увис     | 1,70        | НС          |             |             |             |             |
| Бацање кугле  | 12,53       |             |             |             |             |             |
| 200 м         | 24,28       |             |             |             |             |             |
| Скок удаљ     | 6,16        |             |             |             |             |             |
| Бацање копља  | 38,27       |             |             |             |             |             |
| 800 м         | 2:27,11     |             |             |             |             |             |
| Седмобој      | 5.852 НР    |             |             |             | НЗ          | НЗ          |